# تخليل
التخليل (بالإنجليزية: Pickling)‏، عملية حفظ الغذاء بعمل اختمار لا هوائي في محلول ملحي (محلول الملح في الماء)، لإنتاج حامض اللبنيك. أو نقع وتخزين الغذاء في محلول حمضي، عادة خلّ (حامض خليك)، لتحويل الغذاء إلى ما يدعى مخلل.
فالتخليل من إحدى وسائل حفظ المواد الغذائية (خصوصًا لبعض أنواع الخضر والفواكه) عن طريق استبدال عصيرها بمحلول ملحي وإحداث بعض التغيرات الكيماوية لإنتاج حامض اللاكتيك الذي يقوم بعمل المادة الحافظ أو عن طريق نقعها في محلول حمضي (حامض الخليك عادة).
ويتم بتعبئة كل من الفاكهة والخضراوات في محاليل مخففة أو مركزة مدة من الزمن حتى تتم خلالها التغيرات الكيماوية حيث تمتص الخضراوات كمية من الملح وتحدث بها تخمرات لاكتيكية تكسب الخضر طعمًا ولونًا وقوامًا خاصة بها وتختلف مدة التخليل من عدة أيام إلي عدة سنوات، فإذا كان تركيز الملح في المحلول أقل من 10% فمدة الحفظ لا تتعدى بضعة أيام وإذا وصلت إلى 16% فقد تبلغ عدة سنين.

## أنواع التخليل

### التخليل الغير حقيقي
هو حفظ الثمار المجهزة والمسلوقة في محلول ملحي أو حامضي مع بعض البهارات والتوابل وطمرها فيه ثم معالجة الجميع بالحرارة إلى 34.4 درجة مئوية لمدة ربع ساعة وتترك بعدها لمدة أسبوع حتى تتخلل جميع خلايا الثمار وبعدها تصبح الثمار صالحة للأكل ويلاحظ في هذا النوع من التخليل عدم وجود أي نشاط للميكروبات كما في اللفت والجزر والزيتون.

### التخليل الحقيقي
هو حفظ الثمار في محلول ملحي وتقوم ميكروبات التخليل بعد تهيئة الظروف المناسبة بإنتاج حامض لاكتك يكسب الناتج الطعم الحامضي والنكهة ويتغير اللون إلى الأصفر القشي. ويأخذ هذا النوع من التخليل مدة طويلة تستغرق من 3 إلى 5 أسابيع كما يصاحب هذا النوع من التخليل بالإضافة إلي إنتاج حامض اللاكتيك وقليل من الاستيرات العضوية لإنتاج النكهة وتغيير اللون وإنتاج غازات مثل الهيدروجين وغاز ثاني أكسيد الكربون.

## الطريقة العامة لصناعة المخللات
1. اختيار الثمار الصالحة للتخليل وفرزها وغسلها والتأكد من خلوها من الأمراض الفطرية المختلفة.
2. القطف والفرز والتدريج يجب أن تكون الثمار المراد تخليلها متجانسة الحجم متوسطة فالصغيرة تتلف بسرعة بفعل البكتيريا قبل أن يكون التخليل قد وصل إلى داخل الكبيرة وعليه يجب وضع كل فئة وحدها واستبعاد التالف منها، ثم تدرج حسب الحجم وحسب اللون ودرجة النضج.
3. من الأفضل عدم غسل الثمار إلا إذا كانت الثمار شديدة التلوث لئلا تزول ميكروبات التخليل الموجودة عليها والتي تكون في التربة أو في الهواء الجوي أو الماء.
4. تمليح الثمار: إذا لم يكون لدى الشخص وقت لإجراء تخليل الثمار بمجرد وصولها إلى مكان التخليل فإنها تحفظ بالملح حتى تعمل على وقف النشاط الحيوي الذي يتم بأنسجة الثمرة حتى يأتي الوقت لإجراء عملية التخليل.
5. إعداد الثمار للتخليل حيث تخفض نسبة الملح إلى درجة مناسبة للتخليل حيث يتم غمر الثمار بمحلول دافئ وتقطع ثم تعبأ.

## معرض صور

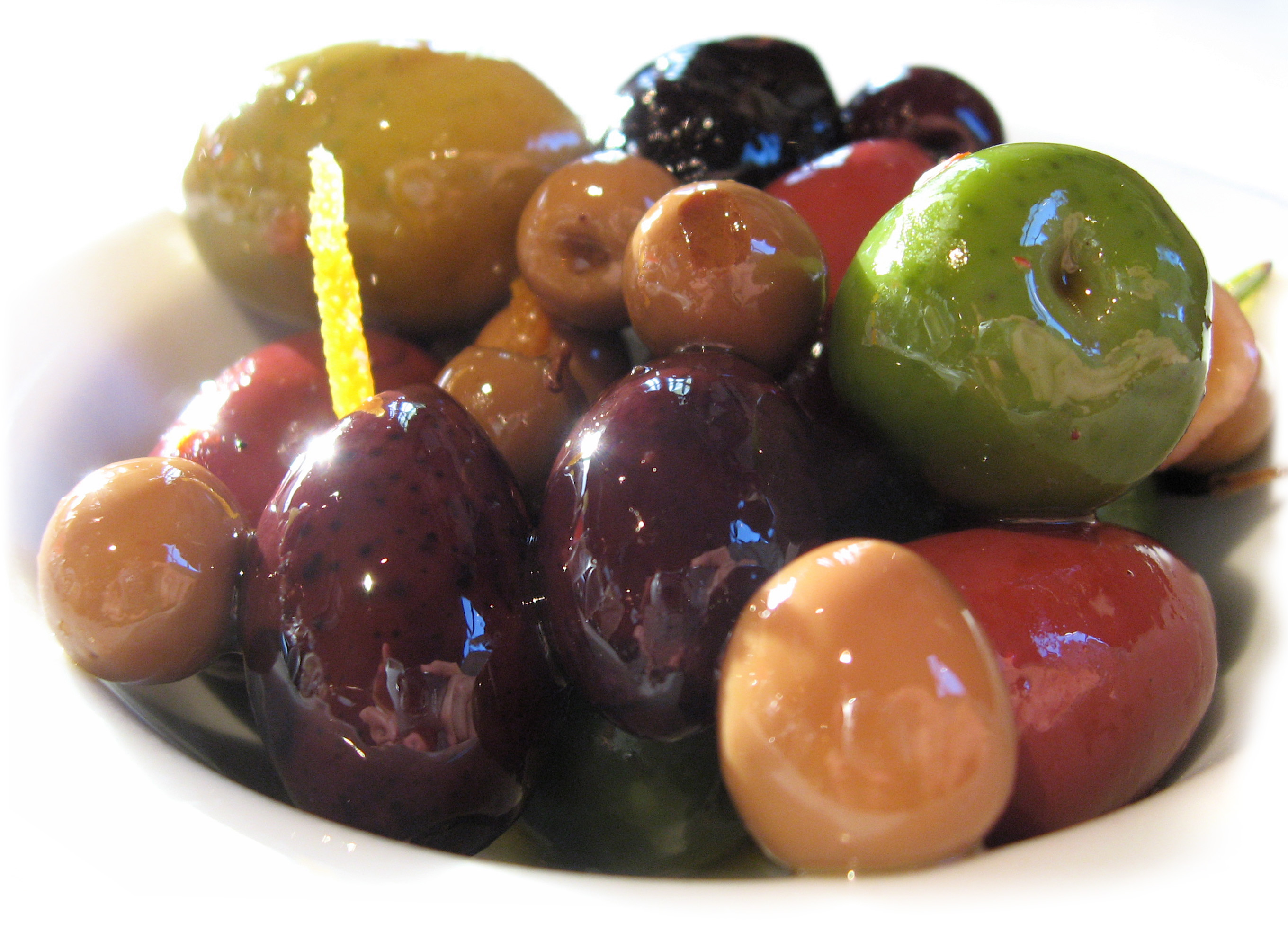
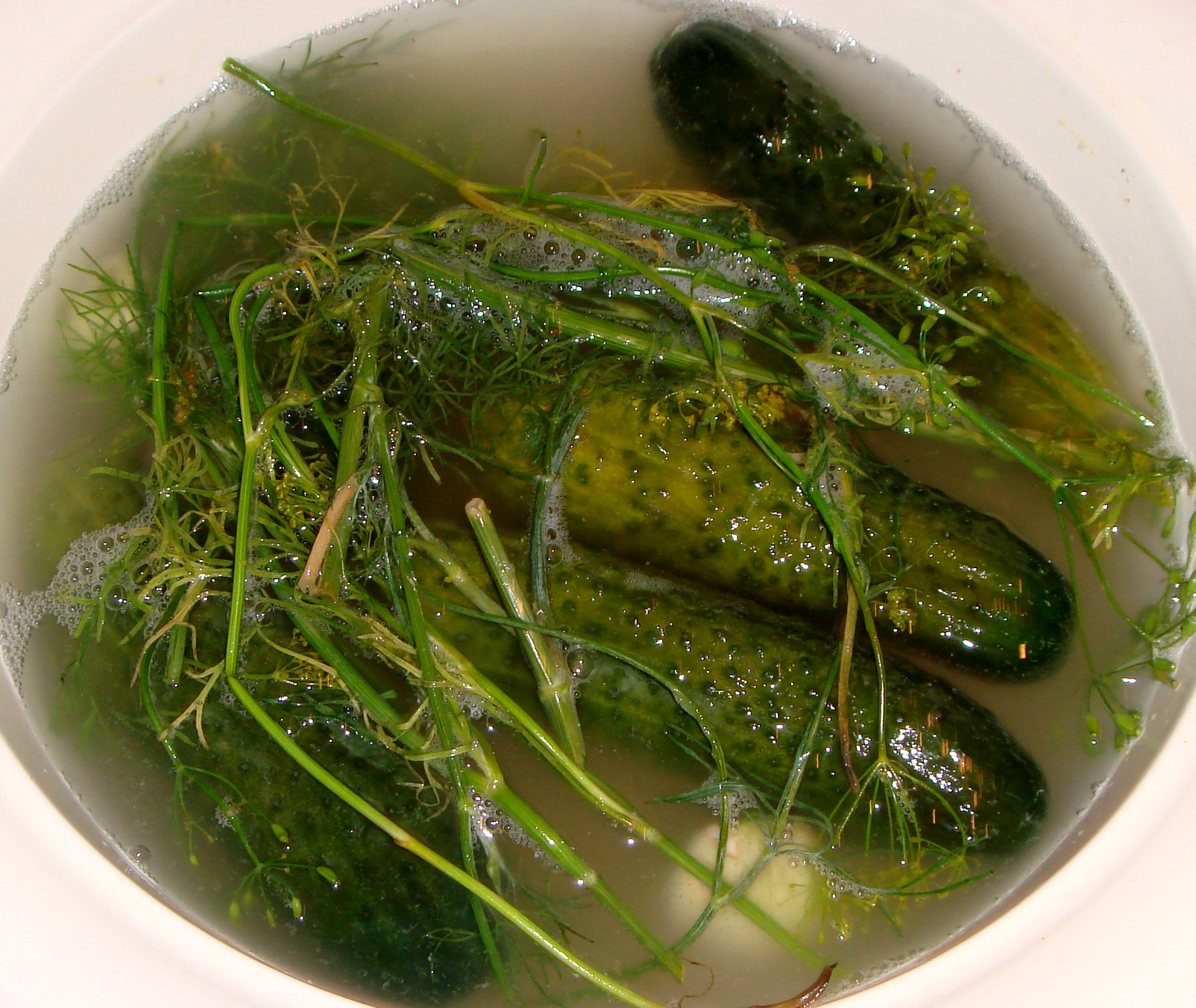
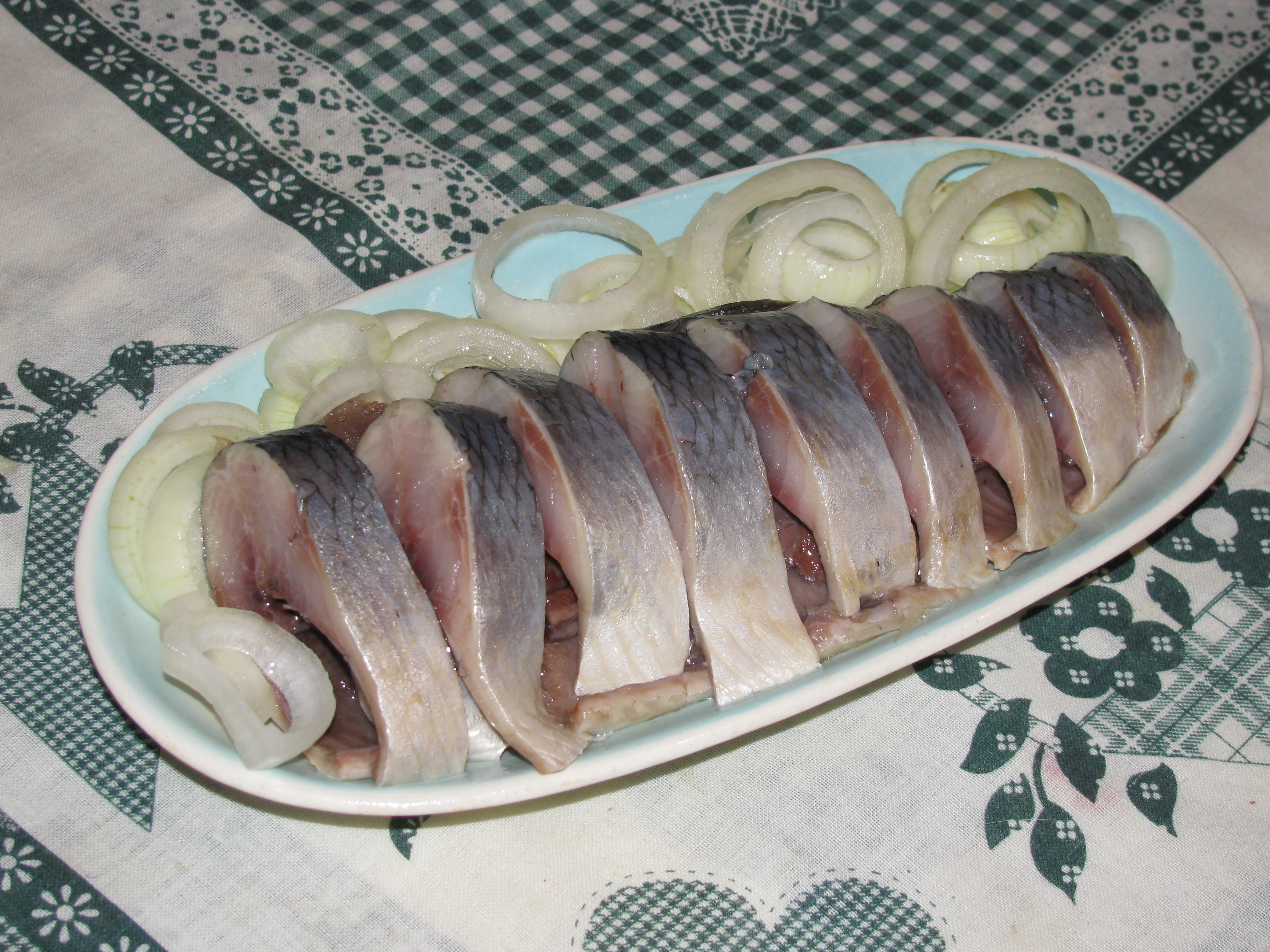
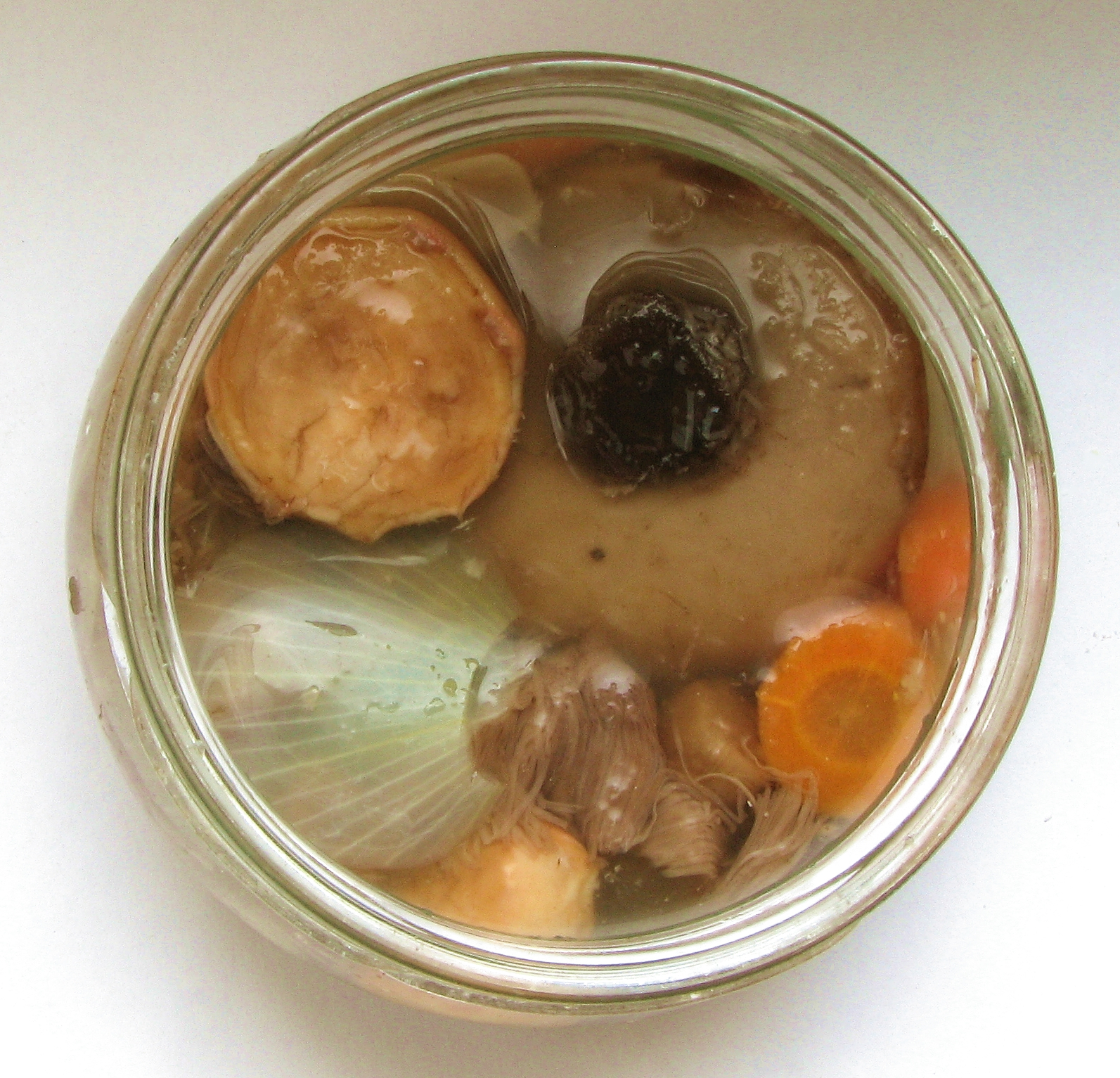
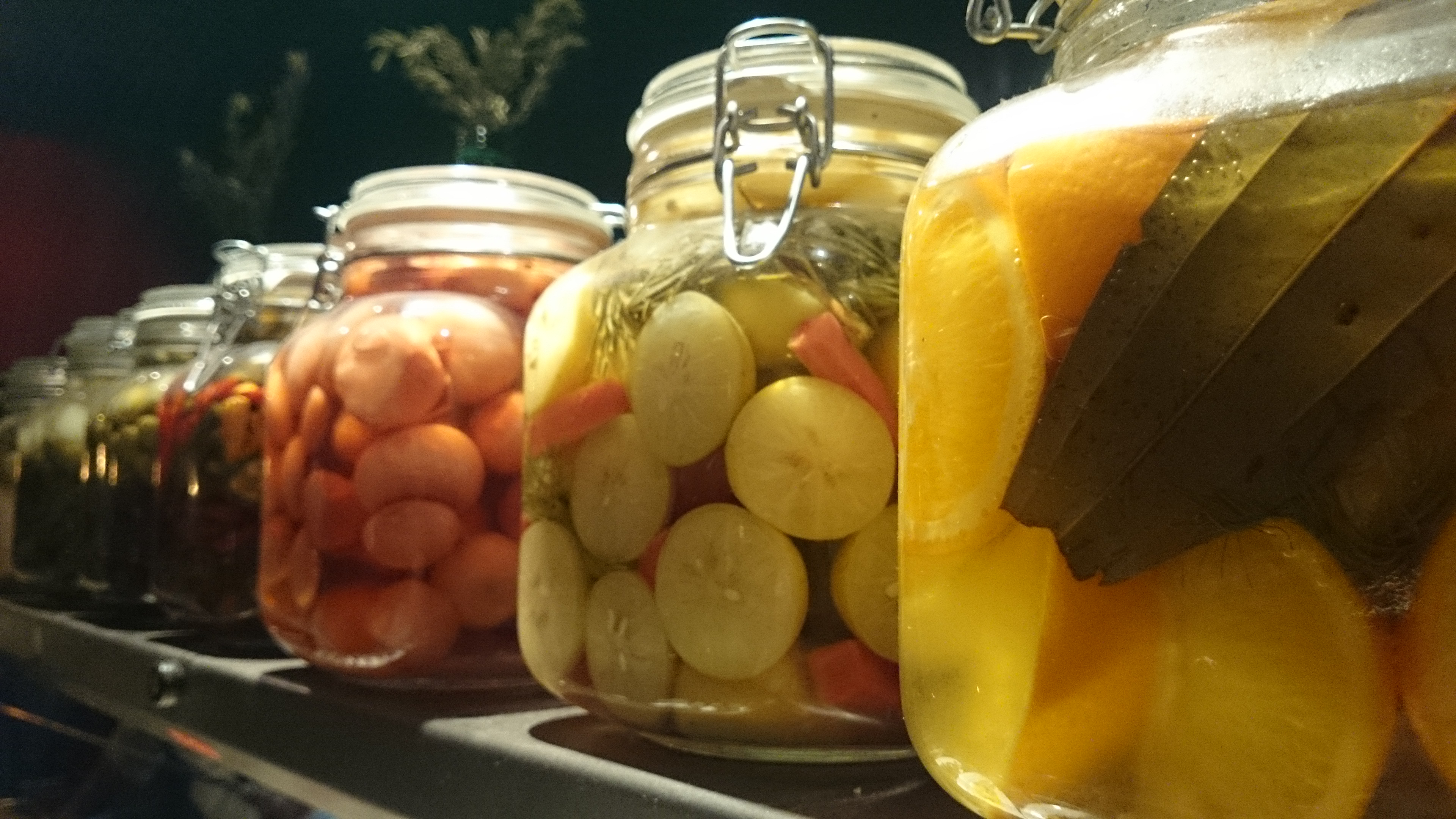
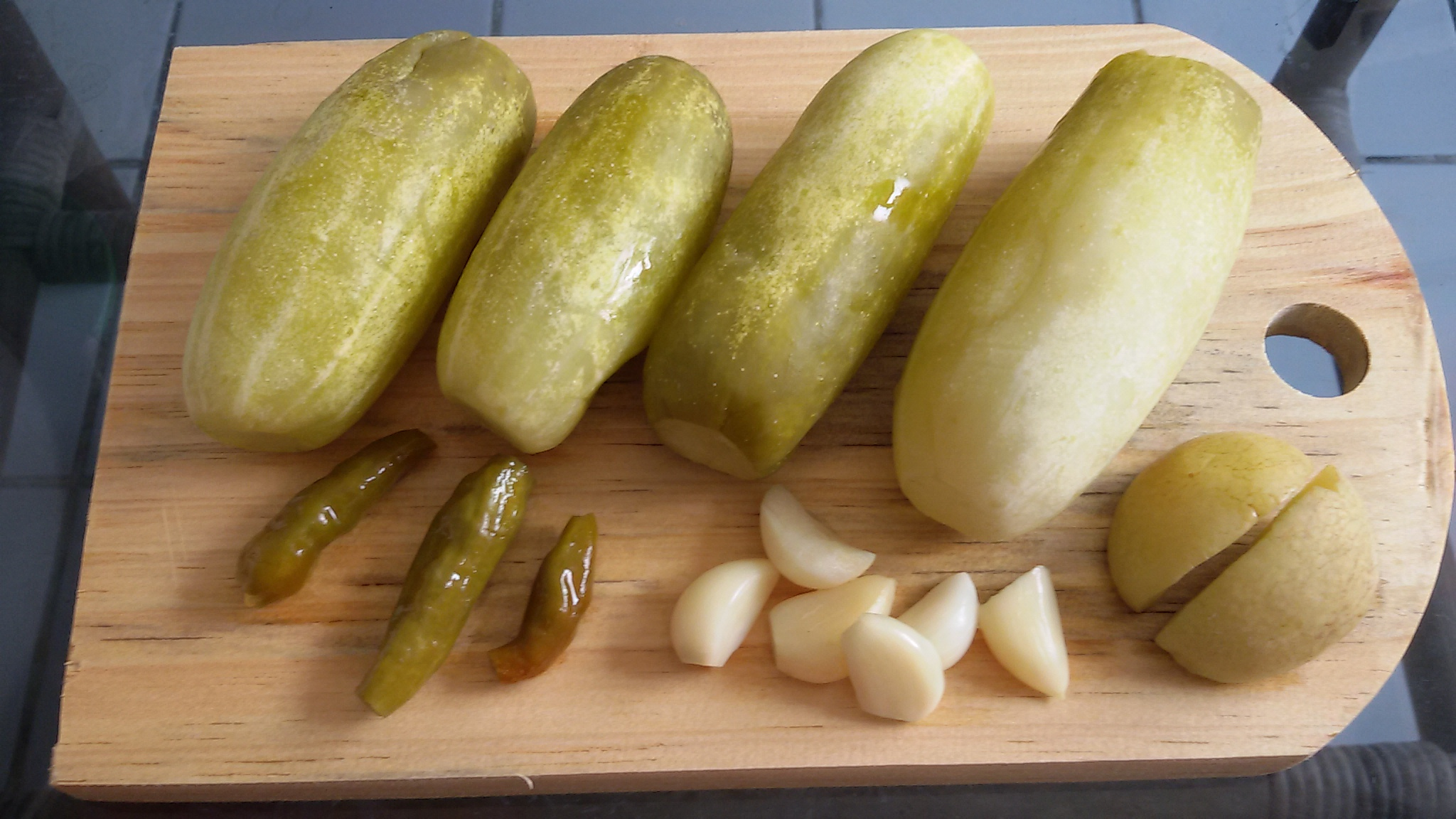